# Csehszlovák U21-es labdarúgó-válogatott
A Csehszlovák U21-es labdarúgó-válogatott Csehszlovákia 21 éven aluli labdarúgó-válogatottja volt, melyet a csehszlovák labdarúgó-szövetség irányított.

## U21-es labdarúgó-Európa-bajnokság
- 1978: Negyeddöntő
- 1980: Negyeddöntő
- 1982: nem jutott ki
- 1984: nem jutott ki
- 1986: nem jutott ki
- 1988: Negyeddöntő
- 1990: Negyeddöntő
- 1992: Negyeddöntő
- 1994: Negyeddöntő
- 1996–: